# Берроуз, Уильям Сьюард
Уи́льям Сью́ард Бе́рроуз (вариант — Барроуз, англ. William Seward Burroughs (МФА [ˈwɪljəm ˈsuɚd ˈbʌroʊz], [ˈwɪljəm ˈsuɚd ˈbɜroʊz]); 5 февраля 1914 года, Сент-Луис, Миссури, США — 2 августа 1997 года, Лоуренс, Канзас, США) — американский писатель и эссеист. Один из ключевых американских авторов второй половины XX века. Считается важнейшим представителем бит-поколения (наряду с Алленом Гинзбергом и Джеком Керуаком). Член Американской академии искусств и литературы (с 1981). Командор французского Ордена Искусств и литературы (1984).
Уильям С. Берроуз родился в состоятельной семье, окончил престижный Гарвардский университет, продолжил образование в Европе, много путешествовал. В 1940-х годах познакомился с будущими членами «внутреннего круга» битников; к этому же времени относятся его первые литературные опыты. Дебютную книгу Берроуз опубликовал в довольно зрелом возрасте — в тридцать девять лет. Начало литературной славе Берроуза положил экспериментальный роман «Голый завтрак», вышедший в 1959 году. Авторству писателя принадлежит около двух десятков романов и более десяти сборников малой прозы. Его творчество оказало значительное влияние на современную поп-культуру, в особенности на литературу и музыку.
После смерти Берроуза в 1997 году интерес к его литературному наследию не ослабевает. Книги Берроуза продолжают переиздаваться, в частности, увидели свет юбилейные издания романов, приуроченные к датам их первой публикации; также были напечатаны дневниковые записи писателя, его обширная переписка с друзьями, сборники интервью. Вышло значительное число литературоведческих работ, посвящённых исследованию как его сочинений, так и творчества в целом. Произведения писателя неоднократно экранизировались — наибольшую известность получил фильм «Обед нагишом» (1991), снятый Дэвидом Кроненбергом по роману «Голый завтрак». В России переводы книг Берроуза стали появляться с середины 1990-х годов. На данный момент бо́льшая часть его произведений доступна на русском языке, однако адекватность некоторых переводов ставится отдельными специалистами под сомнение.

## Биография

### Ранние годы и юность
Уильям С. Берроуз родился 5 февраля 1914 года в Сент-Луисе (штат Миссури, США) в семье известных промышленников. Его дед, основатель компании Burroughs Corporation и изобретатель счётной машины, больших денег заработать не сумел и практически ничего не оставил в наследство своей семье. Скончавшись в сорок один год, он так и не стал владельцем сколько-нибудь значительной доли акций организованной им фирмы. То немногое, чем он владел, пришлось продать. Исполнитель завещания посчитал, что придуманная покойным счётная машина — изобретение крайне непрактичное и не сможет принести сколько-нибудь значительного дохода в будущем. Отец писателя, Мортимер Перри Берроуз, был владельцем фабрики по изготовлению стекла.
Семья жила в полном достатке. <…> Прямо перед домом — лужайка, на заднем дворе — сад, садок для рыб и окружающий всё это хозяйство высокий деревянный забор. <…> Я посещал начальную школу с будущими примерными гражданами — адвокатами, докторами, бизнесменами этого крупного захолустья на Среднем Западе. <…> В средней школе я ничем особо не выделялся ни в спорте, ни в учёбе и был типичным середнячком. Математика, как и остальные точные науки, была для меня тёмным лесом. Никогда не любил спортивные командные состязания <…> короче, слыл хроническим симулянтом.
— Уильям Берроуз, пролог романа «Джанки»
.
Берроуз вырос в элитном районе Сент-Луиса, учился в частных среднеобразовательных школах Миссури и Нью-Мексико. С 1920 по 1929 год сменил четыре школы, в конце концов став выпускником The Taylor School. Уже в раннем детстве Уильям обнаружил интерес к писательству: «Я хотел быть писателем, потому что писатели богатые и знаменитые». Свой первый литературный опус, «Автобиографию волка», Берроуз создал в школьном возрасте: «<…> я написал её, прочтя „Биографию гризли“ [1900, автор Эрнест Сетон-Томпсон]. Там в конце покинутый самкой старый и больной медведь отправляется в долину, где, как он знает, скапливаются ядовитые испарения».
С 1932 по 1936 год Берроуз учится в Гарвардском университете на факультете английской литературы, по окончании которого получает степень бакалавра, написав несколько студенческих работ по этнологии и археологии. Окончив университет, будущий писатель уезжает путешествовать по Европе. С 1936 по 1937 год Берроуз посещает медицинскую школу при Венском университете. В это время он знакомится и вскоре женится на Ильзе Клаппер (Ilse Klapper), женщине еврейского происхождения, с целью помочь ей переехать в США и таким образом спастись от преследований со стороны властей нацистской Германии.
В конце 1930-х годов, вернувшись из Вены в США, Берроуз, не имея каких-либо идей о том, чем ему заняться, вновь поступает в Гарвардский университет, где начинает изучать антропологию. В кампусе он живёт в одной комнате со своим старым другом по Сент-Луису Келлсом Элвинсом (Kells Elvins), совместно с которым пишет рассказ «Гаснущий свет сумерек». Материалом для создания рассказа Берроузу послужило крушение лайнера «Морро Касл», произошедшее в 1935 году. Оригинал тринадцатистраничной рукописи не сохранился — существует только вариант, записанный Берроузом по памяти некоторое время спустя и хранящийся в архиве Аризонского Университета. Сокращённая версия рассказа позднее была включена им в роман «Нова Экспресс» (1964), а в наиболее полном виде он был опубликован в сборнике малой прозы «Интерзона» (1989). Годом позже, в 1939 году, в Чикаго, Берроуз посещает семинары Альфреда Коржибски по курсу общей семантики, а вернувшись в Нью-Йорк — изучает курс анализа по данной дисциплине. В это же время будущий писатель серьёзно увлекается юношей по имени Джек Андерсон, любовником которого он безуспешно пытается стать. Желая произвести на молодого человека впечатление, Берроуз отрубает себе последнюю фалангу мизинца левой руки (рассказ об этом случае — «Палец», можно найти в сборнике «Интерзона»). После этого происшествия Берроуз непродолжительное время находился на лечении в психиатрическом госпитале Пейн-Уитни.

### Начало 1940-х, знакомство с Гинзбергом и Керуаком
В 1942 году Берроуз нанялся добровольцем в армию США, однако надолго в ней не задержался. Его быстро утомила муштра военной подготовки — он почувствовал, что роль офицера подошла бы ему больше, а потому принял решение оставить столь неподходящее для себя занятие. Будущий писатель обратился за помощью к матери и та, пользуясь своими связями во врачебной среде, добилась признания сына негодным для военной службы. «Меня призвали в армию, признав, судя по всему, <меня> годным к бессрочной службе без права на повышение. Осознав, что солдатская лямка в скором времени станет удавкой, я незамедлительно отмазался, вытащив на свет божий древнее заключение одной родной психушки».
В 1943 году Берроуз знакомится с молодым студентом Колумбийского университета Алленом Гинзбергом, мечтавшим стать адвокатом и защищать права рабочего класса, а в феврале 1944 года, на одной из квартирных вечеринок, — с Джеком Керуаком. В гостях у новых друзей Берроуз встретился со своей будущей женой Джоан Воллмер. Как отмечали люди, близко знавшие писателя, Джоан была единственной женщиной, с которой Уильям мог сойтись духовно, поскольку она была ему ро́вней в интеллектуальном плане. Все члены сформировавшейся компании начинают употреблять наркотики и психоделики: Керуак был любителем бензедрина, к этому же веществу пристрастилась и Воллмер; Берроуз начал колоться морфином, Гинзберг предпочитал пейотль. По признанию Берроуза, наркотики («джанк») он «попробовал главным образом из любопытства», а затем «поплыл по течению, ширяясь, когда только мог затариться».
В конце лета 1944 года в окружении Берроуза разыгралась трагедия. Утром 14 августа студент Колумбийского университета Люсьен Карр и его обожатель Дэвид Каммерер остались наедине в одном из городских парков. После совместного распития алкоголя между ними произошла драка, в ходе которой Карр нанёс Каммереру два удара ножом в грудь. Каммерер потерял сознание, Карр решил, что тот мёртв, и утопил тело в Гудзоне, а через сутки сдался властям. Новость об убийстве потрясла всю компанию — Берроуза, ходившего с Каммерером в одну школу, Керуака, близкого друга Карра, Гинзберга, который учился с последним в одной группе. Карра обвинили в убийстве второй степени и приговорили к тюремному заключению с предельным сроком в десять лет. Зимой 1944—1945 годов Керуак и Берроуз описали эти события в романе «И бегемоты сварились в своих бассейнах», однако суд своим специальным постановлением запретил публикацию книги вплоть до смерти Карра. Берроуз вспоминал позже, что в период между 1943 и 1949 годами он не предпринимал даже попыток написать что-либо.
На будущее творчество и многие идеи писателя значительное влияние оказали труды австрийского психоаналитика Вильгельма Райха, в частности, его исследования «оргонической энергии». Первую «оргонную камеру» Берроуз построил в 1949 году, находясь под впечатлением от работ учёного. Впоследствии он не раз сооружал их снова и, медитируя, проводил внутри каждый день по 15—20 минут. Берроуз считал открытие Райха потрясающим, хотя и оговариваясь, что сам учёный преувеличивает его важность, и добавлял, что тем не менее «о важности открытия можно точно судить по тому, сколько усилий власти прилагают к его сокрытию».

### Конец 1940-х, переезд в Мексику и убийство жены
В конце 1940 годов в результате приёма галлюциногенов Берроуз испытывал многочисленные трудности и был вынужден пройти курс психоанализа. Из-за пагубного пристрастия также и к алкоголю, Уильям и Джоан часто меняют место жительства: они перемещаются между Техасом, Луизианой и Мексикой, скрываясь от преследований властей США. 21 июня 1947 года у будущего писателя родился сын и его было решено назвать в честь отца. 16 апреля 1949 года Берроуз в письме делится с Алленом Гинзбергом тем обстоятельством, что ему предъявлено обвинение в хранении наркотиков и неминуемо грозит тюремное заключение. 27 мая он впервые упоминает о том, что собирается с семьёй перебраться на юг, а 13 октября отсылает своим корреспондентам письма уже из нового дома в Мехико. На новом месте Уильям экспериментирует с занятием фермерством — на обширных территориях, прилегающих к дому, он выращивает хлопок и марихуану.
13 октября 1949 года Берроуз пишет Гинзбергу: «С хлопком вышло недурно, однако расходы на сбор урожая и технику почти съели доход. Месяца через два подоспеют осенние овощи. Мехико — сказочный город, цены тут — треть от штатовских. Жить бы здесь и не тужить, да и смогу ли обитать ещё где, не представляю…». Джоан тем временем пытается избавиться от пристрастия к бензедрину, который к тому же негде было достать. В этот период она, как и муж, злоупотребляла алкоголем.
6 сентября 1951 года в разгар одной из многочисленных вечеринок Берроуз вдруг объявил гостям, что будет стрелять из пистолета «в стиле Вильгельма Телля». Джоан тотчас поставила себе на голову стакан. Уильям, пребывая в состоянии перманентно-сильного алкогольного опьянения, сделал роковой выстрел и убил её, не попав в цель.
Примечательно и ещё одно роковое совпадение: в этот самый вечер Берроуз собирался продать пистолет, из которого застрелил Джоан, — однако покупатель за своим товаром на вечеринку не пришёл. Много лет спустя Берроуз-младший станет утверждать, что всё произошло на его глазах, однако другие свидетели говорят в пользу другой версии: ребёнка в этот момент не было в той комнате.
Данное событие станет центральным, по мнению самого писателя, для всей его жизни. В феврале 1985 года он напишет:
Я вынужден с ужасом признать, что если бы не смерть Джоан, я никогда не стал бы писателем, вынужден осознать, до какой степени это событие послужило причиной моего писательства и сформировало его. Я живу с постоянной угрозой одержимости духом, с постоянной необходимостью избежать его, избежать Контроля. Так смерть Джоан связала меня с захватчиком, с Мерзким Духом, и подвела меня к той пожизненной борьбе, из которой у меня нет другого выхода — только писать.
— Уильям Берроуз, предисловие к роману «Пидор»
После трагического происшествия маленького Билли на неопределённое время отправили в Сент-Луис к бабушке с дедушкой, — родителям Берроуза-старшего — Лоре и Мортимеру. В ходе первоначального разбирательства по делу об убийстве жены Берроуз был признан виновным и ему грозило тюремное заключение сроком от восьми до двадцати лет. Однако в ходе нового слушания после поданной адвокатами апелляции суд отпустил его на свободу. История с повторной баллистической экспертизой (в противовес той, что служила основным доказательством вины Берроуза) до сего дня остаётся полной белых пятен: подлинников официальных документов, которые могли бы объяснить, как Берроузу удалось выйти из тюрьмы через две недели пребывания в ней, попросту не сохранилось. До середины ноября 1952 года Берроуз оставался в Мехико, а затем уехал обратно в Соединённые Штаты.
В Мексику Берроуз больше никогда не возвращался.
В 1951—1953 годах Берроуз активно работал над мини-романом «Пидор». Выбор заглавия романа был для него принципиальным вопросом. 22 апреля 1952 года в письме, адресованном Гинзбергу, он попросил того связаться с Карлом Соломоном, литературным агентом готовящейся к публикации книги, которую издатели собирались назвать англ. Faggot («Педик»). Сам Берроуз говорил, что ничего не имеет против, когда его называют «пидором» (англ. Queer), однако находил оскорбительным слово «педик» англ. Faggot, поясняя, что считает мужчин, называемых словом Queer — сильными, благородными и мужественными, а тех, кого называют Faggot — «подскакивающими и приседающими расфуфыренными х**сосами».

### Ранние 1950-е, начало творчества
С середины 1951 года Уильям пытался прекратить приём наркотиков по «китайскому методу» (отвыкание путём постепенного сокращения доз) и активно работал над своей первой книгой, пересылая готовые главы в письмах Гинзбергу в США. Автобиографичность материала позволяла писателю перескакивать с темы на тему, свободно варьировать их, — по этой причине текст рукописи в дальнейшем был разделён на два произведения — «Пидор» и «Джанки». Издательство «Ace Books» готовилось выпустить роман «Пидор» в свет, однако его представитель отказался включать в текст книги пространные описания гомосексуального опыта автора, что и послужило главной причиной разделения материала на две отдельные работы: «Я помню, как редактор „Эйс Букс“, который напечатал „Джанки“, сказал мне, что его посадят, если он когда-нибудь опубликует „Гомосека“ [„Пидора“]».
Итак, я написал «Джанки», и мотивация была сравнительно проста: записать как можно точнее и проще весь мой опыт пристрастия к наркотикам. Я надеялся на публикацию, деньги, признание. Когда я начинал писать «Джанки», Керуак опубликовал свой «Городок и город». Помню, в то время я сказал ему в письме: когда твою книгу напечатают, деньги и слава тебе обеспечены. Как видите, я в то время ничего не знал о писательском бизнесе.
Побуждение написать «Пидора» было более сложным, и до сих пор оно мне до конца не ясно. Зачем мне захотелось составить такую тщательную хронику тех крайне неприятных и болезненных воспоминаний? Хотя «Джанки» написал я, в «Пидоре», казалось, пишут меня.
— Уильям Берроуз, предисловие к роману «Пидор»
В январе 1953-го, ссылаясь на необходимость неких «исследований», Берроуз убедил своих родителей выступить спонсорами его путешествия по Южной Америке, задуманное им на самом деле исключительно ради поисков быстрорастущей лианы «Яхе (Аяуаска)», из которой жители бассейна Амазонки готовят психотропное вещество. Роман в письмах — подробный отчёт об этой экспедиции, несколько лет спустя будет издан отдельной книгой под названием «Письма Яхе» (1963). После завершения путешествия писатель переезжает в Марокко, в международную зону Танже́р, посетить которую было его мечтой после прочтения нескольких книг видного американского писателя Пола Боулза.
В Танжер писатель прибыл за несколько лет до ликвидации международной зоны, которая произошла 23 октября 1956 г. (окончательное её присоединение к Королевству Марокко состоялось 1 января 1957 г.). «Танжер грязен, узкие улицы его, по которым валяется всякая падаль, похожи на коридоры, дома без окон. Всё это больше походит на тюрьму, чем на город…» — за столетие до Берроуза писал о городе путешественник из России, литератор и переводчик Василий Боткин.
Для Берроуза Танжер предстал похожим городом — местом, где «гниют всамделишные политические ссыльные: еврейские беженцы из фашистской Германии, испанские республиканцы, целый набор сторонников режима Виши и прочих коллаборационистов из Франции, фашистские преступники <…> понаехали неудачники без бумаг и денег, не могут двинуться дальше. Танжер — одна большая колония».
В 1950-е город славился тем, что в нём было много легкодоступного героина, который писатель употреблял на тот момент уже более десяти лет, а также обилием геев-проститутов. Однако, как отмечает обозреватель «Частного Корреспондента» Михаил Побирский, дело было не в этом, или не только в этом. По мнению Побирского, «Берроуз подсознательно погружает себя на самое дно самого глубокого из семи адов ада, дабы полностью стереться там <…> сгорая заживо в Танжере, употребляя в огромных количествах героин, казалось бы, уничтожая себя полностью, Берроуз в итоге выходит сухим из воды <…> он выносит из адов этих чудесную совершенно книгу, и не одну».
По мнению Джеймса Грауэрхольца — биографа, редактора и литературного душеприказчика Берроуза, именно в Танжере, в период с 1954 по 1957 гг., тот окончательно сформировался как писатель. За работу над разрозненным материалом, созданным в период пребывания в международной зоне, в 1957 приступили друзья автора — Аллен Гинзберг, Джек Керуак и Алан Ансен. Год спустя, в Париже, первый вариант «Интерзоны» (по названию одного из включённых в сборник произведений) был сформирован окончательно. С 1958 по 1959 годы Берроуз безуспешно пытался найти издателя получившейся рукописи. Текст был представлен Лоуренсу Ферлингетти и его издательству City Lights Books (к тому моменту уже выпустившему «Вопль» Гинзберга), однако материал был отвергнут. Та же судьба постигла этот текст и в парижском издательстве «Olympia Press» Мориса Жиродиа, и в издательстве Chicago Review Чикагского университета. Владелец последнего, Ирвинг Розенталь (англ. Irving Rosenthal), отказавшись издавать роман целиком, всё же согласился включить некоторые его части в сборник «Большой стол № 1», выпущенный весной 1958 года, — в книгу вошли десять эпизодов «Интерзоны» под придуманным Керуаком названием «Голый завтрак».

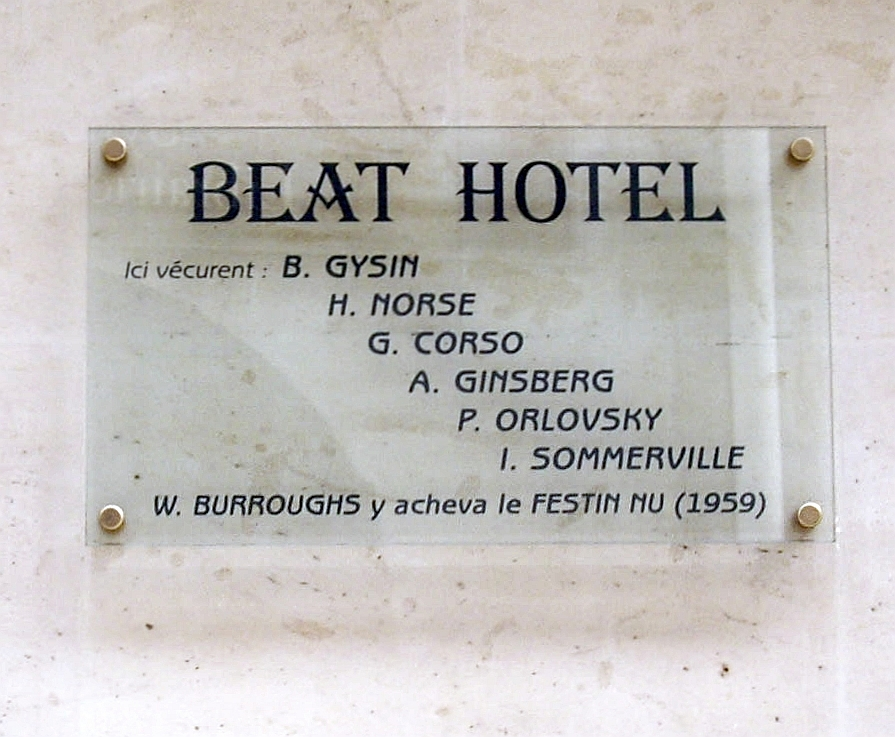
Памятная табличка на «Разбитом отеле»

### Поздние 1950-е и 1960-е, нарезки и «Голый завтрак»
В Танжере произошла знаменательная для дальнейшего творчества Берроуза встреча: на одной из художественных выставок он познакомился с начинающим художником Брайоном Гайсиным. Первое знакомство не сблизило их, а скорее оттолкнуло друг от друга — Берроуз счёл картины Гайсина пустыми, а последний воспринял писателя как «полусумасшедшего наркомана». Размеренная жизнь Гайсина закончилась в 1958 году, когда закрылся недолго просуществовавший ресторан, владельцем которого художник являлся, — он вернулся в Европу, где снова повстречался с Берроузом. Эта вторая встреча стала основой для многолетней дружбы и их творческого сотрудничества. В Париже Гайсин поселился в «Разбитом отеле», где к тому времени уже жил Берроуз. Здесь, по счастливой случайности, Гайсин открыл для себя «метод нарезок», изобретённый ещё в 1920-х годах французским поэтом румынского происхождения Тристаном Тцарой. В книге «Twisty Little Passages» (2005) художник писал: «Пока я нареза́л холсты для рисунков в комнате 25, я расчертил кипу газет своим резаком и подумал о том, что говорил Берроузу шестью месяцами ранее о необходимости использования техник художников в письме. Я сложил обрезки вместе и начал собирать вместе тексты». Берроуз говорил, что необходимо взять страницу и резать её вдоль и поперёк, чтобы в итоге получить четыре секции, которые, в дальнейшем, стоит поменять местами: первую с четвёртой и вторую с третьей. Таким образом, по словам писателя, перед вами появится новая страница.

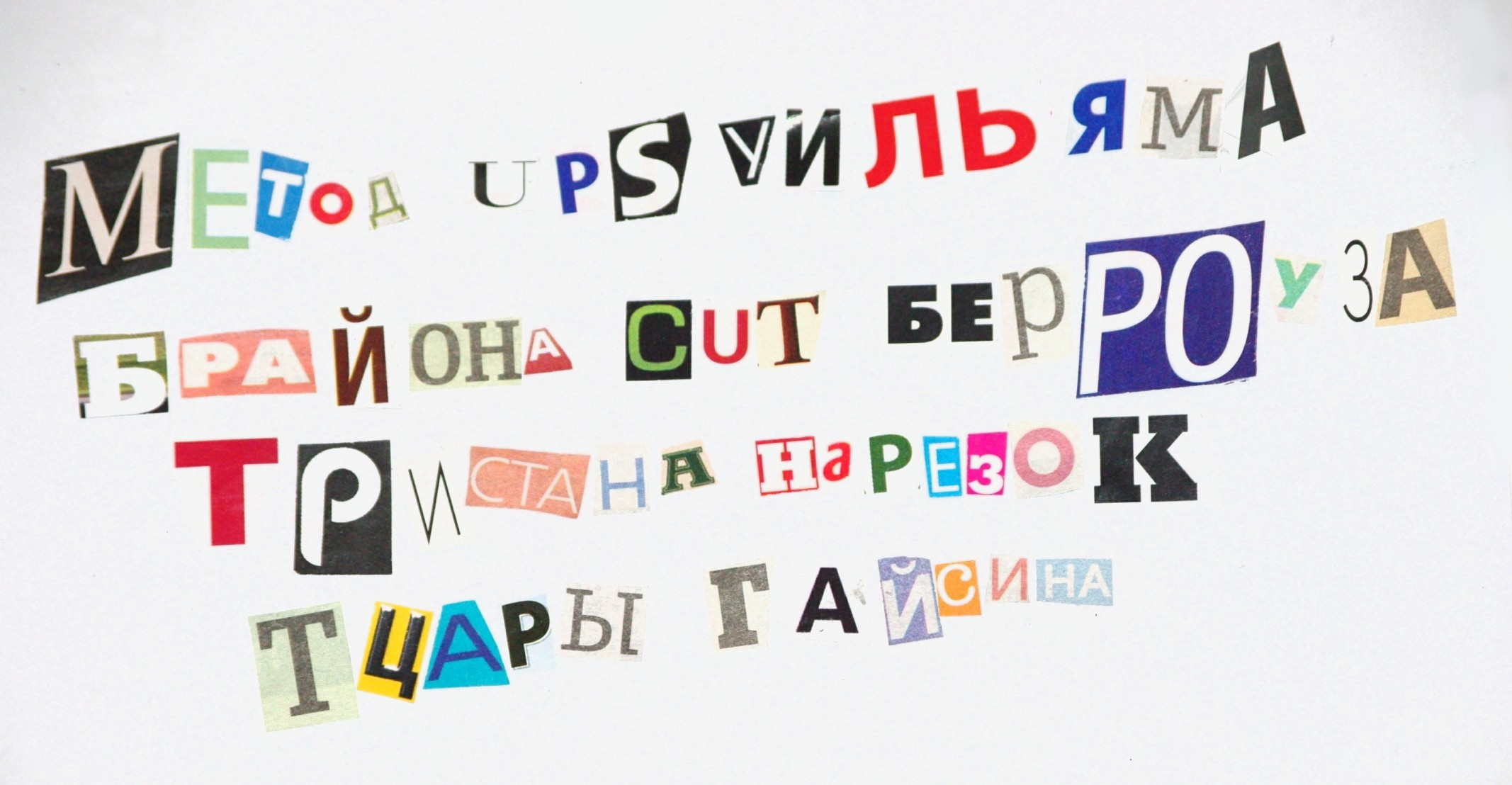
Пример использования методики «cut-up» на основе газет при использовании обычных ножниц

Вместе с Берроузом Гайсин продолжил разработку «метода нарезок», что в итоге привело к созданию книг «Minutes to Go» (1960), «The Exterminator» (1960) и «The Third Mind» (1977). Берроуз говорил, что «нарезки» создают новые связи между изображениями — и вследствие этого линии видимого расширяются. Помимо прочего, писатель был уверен, что нарезки содержат закодированные послания, имеющие значение для разрезающего или даже обеспечивающие феномен случая. Он писал: «Метод нарезок способен наводнить масс-медиа иллюзиями». Джозефина Хендин (англ. Josephine Hendin) добавляет также, что Берроуз сразу же отметил важность открытия «метода нарезок» — и вместе с Гайсином они с головой окунулись в эксперименты, разрезая издания The Saturday Evening Post, Time magazine, тексты Рембо и Шекспира. Некоторыми исследователями творчества Берроуза Гайсину отводится одна из ключевых ролей по значимости влияния на писателя.
В октябре 1957-го года Гинзберг со своим любовником Питером Орловски переезжает в Париж. Год спустя к ним присоединяется Берроуз, переживающий последствия лечения апоморфином от наркозависимости. Много лет спустя, отвечая Д. Одье на вопрос о данном препарате, Берроуз скажет: «Это [открытие апоморфина] поворотный пункт между жизнью и смертью. Без апоморфина я бы не излечился. Не написал бы „Голый завтрак“». Берроуз утверждал:
Апоморфин действует на затылочные доли мозга, регулирует обмен веществ и нормализует кровообращение таким образом, что ферментная система наркомании разрушается за четыре-пять дней. Когда затылочные доли отрегулируются, приём апоморфина можно прекратить и возобновить только в случае рецидива. (Ради удовольствия апоморфин никто принимать не станет. Не было отмечено ни одного случая привыкания к апоморфину.)
— Уильям Берроуз, «Письменное показание: заявление по поводу Болезни»
Говоря об использовании апоморфина в излечении наркомании, Берроуз отмечал отсутствие крупных исследований действия препарата фармацевтическими компаниями и указывал на теоретическую возможность синтетического получения вещества в пятьдесят раз сильнее апоморфина и избавления от тошноты как основного побочного эффекта лекарства. Основываясь на собственном опыте, писатель делал оговорку, признавая единственный рецидив, случившийся с ним спустя два года после первого курса лечения апоморфином, — второй же курс полностью устранил пристрастие к тяжёлым наркотикам и оказался самым эффективным из множества испробованных им методов. В современной фармацевтике апоморфин применяется, в основном, как отхаркивающее, рвотное средство и средство для лечения алкоголизма.
В это время Гинзберг, Керуак и Ансен помогали перерабатывать и оформлять разрозненные материалы Берроуза и к 1958 году они вместе закончили подготовку чернового варианта «Голого завтрака». Рукопись в этом же году была предложена для публикации Морису Жиродиа, однако тот ответил отказом. Писатель был вынужден обратиться в Сан-Франциско к Лоуренсу Ферлингетти и его «City Lights». Оливер Харрис, соавтор книги «Письма Уильяма Берроуза», отмечает, что хотя писатель и пошёл на уступки, согласившись вычеркнуть из текста так называемые «грязные» моменты, Ферлингетти, тем не менее, всё равно отклонил предложение выступить издателем «Голого завтрака». Только некоторое время спустя, когда значительный отрывок книги был опубликован «Chicago Review», интерес к рукописи проявил ранее отказавшийся от неё Жиродиа.
Здесь же, в Париже, завязалось ещё одно важное знакомство — Гайсин представил Берроузу режиссёра Энтони Белча. Втроём они начали совместную работу над рядом кинопроектов по мотивам творчества Берроуза.
В это же время Берроуз, оставаясь в Париже, начал перерабатывать многочисленные дневниковые записи и зарисовки, сделанные им во время своих путешествий по Европе и Соединённым Штатам. Итогом работы стали три романа — «Мягкая машина», «Билет, который лопнул» и «Нова Экспресс», объединённых в трилогию «Нова». В определённой степени «Трилогия Нова» повлияла не только на становление «метода нарезок» в литературе, но и в значительной мере способствовала развитию жанра киберпанк. Роман был издан во Франции «Olympia Press» в 1959 году, однако попал в список книг, запрещённых к изданию на территории США по причине обильного использования обсценной лексики, наличия сцен с изображением педофилии и убийств детей. Примечательно также то, что и во Франции не обошлось без скандала — дело дошло до того, что видным литераторам пришлось написать открытое письмо правительству страны с оправданием действий Жиродиа по выпуску книги в свет. В 1960 году писатель перебирается в Лондон, где продолжает работать над новыми произведениями. Он оставил Англию только год спустя, решив провести лето в любимом Танжере. Во время этой поездки он знакомится с Тимоти Лири, с которым завязывается дружба. В дальнейшем Берроуз неоднократно посещал Лири в Соединённом Королевстве.
Летом 1961 года писатель решает исправить пробелы в общении с сыном и приглашает его в Танжер, где тогда проживает вместе со своим любовником Иэном Соммервилем. Здесь Билли попробовал один из любимых препаратов отца — киф. Общение, впрочем, получилось малопродуктивным: отец с сыном так и не смогли узнать друг друга лучше. В статье «Деревья принимали форму ветра» (1984) Берроуз-старший писал: «Наше общение в Танжере получилось натянутым и пустым. <…> Напряжение и отсутствие понимания. <…> мы так и не стали близки. Помню, как ложился спать и слушал, как Билли играет в соседней комнате на гитаре. И чувствовал, как накатывает грусть».
Брайон Гайсин, комментируя складывающуюся в Соединённых Штатах ситуацию вокруг творчества Берроуза, сделал важное замечание: «Берроуз очень вовремя вылез с темой героина и гомосексуальности, когда цензурная машина США наконец-то была снесена кучкой умных молодых адвокатов, работающих на „Гроув Пресс“ в Нью-Йорке, которые набрали кучу материала для того, чтобы завести судебные дела во всех пятидесяти штатах Америки. И они выиграли».
В 1962 году издательство «Гроув Пресс» выиграло «дело против цензуры» в суде города Чикаго. В августе того же года Берроуз принял участие в писательской конференции в Эдинбурге (англ. Edinburgh Writers’ Conference), организованной авангардистским издателем Джоном Калдером, на которой представил доклад о «методе нарезок» и произнёс речь против моральной цензуры. Присутствовавший на конференции нидерландский литератор Герард Реве писал: «Редко мне приходилось слышать, чтобы так понятно и беспощадно был объяснён лживый характер моральной цензуры и так убедительно доказано, что государство приговаривает только те сексуальные раздражители, вызываемые сочинениями, которые оно само использовать не может». В ходе конференции в защиту «Голого завтрака» высказались Норман Мейлер и Александр Трокки. Россет решил заказать в типографии ещё несколько тысяч экземпляров романа и приступил к его продаже на территории США. В течение года книга была доступна в книжных магазинах по всей территории страны, однако не утихавшие гражданские выступления к 1963 году привели к аресту крупной партии книг бостонской полицией. Слушание дела по роману Берроуза «Голый завтрак» было начато 12 января 1965 года. Дело рассматривал судья Юджин Хадсон (англ. Eugene Hudson). В основу стратегии защиты была положена мысль о том, что произведение имеет неоспоримую социальную значимость. В число экспертов, приглашённых для оценки книги, вошли Гинзберг, Мейлер и Чиарди. Сам автор на слушаниях не присутствовал. Отвечая на закономерный журналистский вопрос об этом обстоятельстве, Берроуз ответил, что процесс для него представал в виде фарса. Писатель комментировал: «Защита доказывала, будто „Голый завтрак“ имеет огромное общественное значение, однако, по-моему, это к делу не относится и не затрагивает основного вопроса о праве цензуры в целом, о праве государства осуществлять какую бы то ни было цензуру».
В суде Гинзберг выступал больше часа, анализируя структуру романа, его темы и литературные достоинства. Каждый элемент книги он отделял от другого и демонстрировал, насколько тот является важным компонентом творческого метода в целом. Мейлер, в свою очередь, сравнивал произведение Берроуза с романами «В поисках утраченного времени» Марселя Пруста и «Улисс» Джеймса Джойса, делая упор на то, что «Голый завтрак» по праву стоит с ними в одном ряду. 7 июля 1966 года Верховный суд Массачусетса постановил, что согласно «тесту Миллера» текст романа «Голый завтрак» «не является непристойным». С издателя были сняты все обвинения и произведение могло отныне свободно продаваться на территории США. Год спустя, в 1967-м, Берроуз, по настоятельному совету Гайсина, решил вернуться к традиционной форме повествования и эссеистике — он начал работать над текстами, которые позже составят книгу «Дикие мальчики» (1971, рус. перевод 2000).

### 1970-е и 1980-е
В 1970-х Берроуз прислушался к совету Гинзберга и вернулся в Нью-Йорк, где занялся преподаванием литературного письма в Сити-колледже . В учебном заведении писатель проработал совсем недолго, не найдя для себя ничего интересного в профессии лектора. В эссе «Читательское мастерство» Берроуз критически оценивает этот свой опыт: «Преподавая писательское мастерство, я начал сомневаться, можно ли вообще научить писать. Это всё равно, что учить видеть сны». Гинзберг беспокоился о том, чтобы ни одна из прочитанных Берроузом лекций не пропала, и отправил для помощи писателю литературного секретаря, молодого человека по имени Джеймс Грауэрхольц. Литературный секретарь стал любовником писателя, затем его менеджером, а впоследствии — биографом и распорядителем литературного наследия. С момента знакомства и до самой смерти Берроуза Грауэрхольц оставался его самым преданным и близким другом.
По рекомендации и при содействии Грауэрхольца Берроуз занялся публичными чтениями, выступая в различных университетах Соединённых Штатов. Также при помощи своего секретаря писатель стал вести ежемесячную колонку в популярном журнале «Crawdaddy!», посвящённом музыке. Работая в этом издании, писатель познакомился с Джимми Пейджем и рядом других исполнителей. Новые знакомства позволили Берроузу сблизиться с артистическими нью-йоркскими кругами и его представителями — Энди Уорхолом, Лу Ридом и Патти Смит. Берроуз увлёкся современным искусством и сотрудничал с такими художниками, как Джордж Кондо и Дэвид Бредшоу. Больше всего писателя увлекло искусство гравировки. Это увлечение станет серьёзным новшеством в жизни писателя: начиная с 1995 года визуальному искусству Берроуз посвятит все последние годы жизни, практически перестав писать.
В 1976 году, во время завтрака в компании близких друзей, у его сына Билли началось обильное кровотечение. Вскоре ему поставили диагноз — «цирроз печени». Некоторое время после этого он жил неподалёку от Университета Наропы и старался быть поближе к Colorado General Hospital в Денвере — на тот момент одной из двух больниц в США, где он мог рассчитывать на пересадку печени. Включённый в список кандидатов на операцию, к 1977 году он всё-таки получил новый орган. В последние годы жизни сына Берроуз часто его навещал, пытаясь восполнить упущенное в прошлом общение. Однако наиболее близок к Билли был друг семьи Аллен Гинзберг, который ухаживал за ним до самой смерти. 3 марта 1981 года Берроуз-младший скончался. Тело было кремировано в городе Боулдер, штат Колорадо и там же захоронен его прах.
В начале 1980-х по рекомендации Гинзберга Берроуз был избран членом Американской академии искусств и литературы. Торжественная церемония посвящения проходила в Нью-Йорке. Четыре года спустя, в ходе парижских чтений, французский министр культуры присвоил писателю высшую степень Ордена Искусств и литературы — командора. С того времени на всех формальных мероприятиях Берроуз носил знак ордена, прикреплённый к одежде. В феврале 1984 года первый биограф писателя, Тед Морган, начал работать над книгой, посвящённой жизни Берроуза, — «Literary Outlaw: The Life and Times of William S. Burroughs», которая увидела свет в 1988-м. Параллельно с этим сам писатель продолжает активно выступать с чтениями в Нью-Йорке, Сан-Франциско, Лос-Анджелесе, Лондоне и Париже. Также Берроуз активно участвовал в кампании по рекламе документального фильма о себе режиссёра Говарда Брукнера. Берроуз переезжает в Лондон, где начинает работу над первой частью своей последней крупной трилогии — «Города красной ночи» (1981, рус. перевод 2003), получившей весьма сдержанные отзывы в прессе. Вскоре вышло продолжение романа — его вторая часть «Пространство мёртвых дорог» (1983, рус. перевод 2004). Автор утверждал: «Пока я писал „Пространство мёртвых дорог“, я чувствовал, что нахожусь в духовном контакте с покойным английским писателем Дентоном Уэлчем, и смоделировал героя романа, Кима Карсона, напрямую с него. Целые разделы были продиктованы мне, будто дух стучал по столешнице».
В 1984-м году произошёл интересный случай. «Архивариусом бит-поколения» Биллом Морганом среди бумаг Аллена Гинзберга, отданных на хранение в библиотеку Батлера при Колумбийском университете, был обнаружен вариант рукописи «Интерзоны» в редакции Берроуза, Керуака и Ансена 1958 года, на четверть века преданный забвению. Гинзберг предложил отправить текст Берроузу в Канзас, откуда автор мог бы наблюдать за процессом новой редактуры. Итогом их совместной работы стала публикация полного текста романа с дополнительными материалами, ранее неопубликованными или опубликованными частично в составе более крупных работ Берроуза. Составление текста заняло пять лет, публикатором «Интерзоны» выступило американское издательство Viking Press, выпустившее книгу в 1989 году.
В 1985-м писатель совершил последнее путешествие в Танжер, где он активно сотрудничал с Дэвидом Кроненбергом, обсуждая с ним возможности экранизации «Голого завтрака». В ходе поездки, организованной продюсером проекта Джереми Томасом, Кроненберг принял окончательное решение взяться за киновоплощение «Голого завтрака». Берроуз, не принимавший непосредственного участия в написании сценария, работу Кроненберга одобрил. Писатель положительно отнёсся к тому, что в сценарии использованы фрагменты других его книг (в частности, «Дезинсектора»), а также драматические факты личной жизни (убийство жены). Кроненберг объяснял отступления от текста романа тем, что перенести «Голый завтрак» на киноплёнку дословно невозможно, поскольку подобная экранизация «обошлась бы в 400 миллионов долларов и была бы запрещена во всех странах мира». На главную роль режиссёр утвердил Питера Уэллера, давнего поклонника романа «Голый завтрак». Актёр не раздумывая взялся за возможность сыграть в экранизации «великой книги о контроле, зависимости и власти», как он сам её для себя определил. Из-за вспыхнувшего в августе 1990 года вооружённого конфликта в Персидском заливе вместо запланированного Танжера съёмки фильма проходили в павильонах Торонто. Тем не менее Берроуз остался доволен готовой картиной — по его словам, Дэвид Кроненберг «сделал всё очень хорошо» и «фильм получился».
Весной 1986 года умирает близкий друг Берроуза Брайон Гайсин. Писатель крайне тяжело переносит потерю и винит себя в том, что не оказался в нужный момент рядом. Единственным утешением для Берроуза стала публикация ограниченным тиражом книги «Кот внутри» (1986, рус. перевод 1999), всецело посвящённой кошкам, которых он страстно любил. Издание было снабжено восемью иллюстрациями Гайсина. О своей глубокой привязанности к животным писатель говорил в начале книги: «Пятнадцать лет назад мне приснилось, что на удочку с крючком я поймал белую кошку. По какой-то причине я не собирался бросить её назад, но она, жалобно мяукая, об меня потёрлась. С тех пор как я взял себе Руски [один из любимых питомцев Берроуза], кошачьи сны приходят яркие и частые. <…> В последние годы я стал преданным кошатником». Осенью этого же года Берроуз завершает трилогию, написав роман «Западные земли» (1987, русск. перевод 2005). Одна из глав в книге была проиллюстрирована художником Китом Харингом, находящегося под сильным влиянием изобразительных работ Берроуза. Год спустя Берроуз и Харинг также создали графическую книгу «Apocalypse» (рус. Апокалипсис, 1988).

### 1990-е и смерть

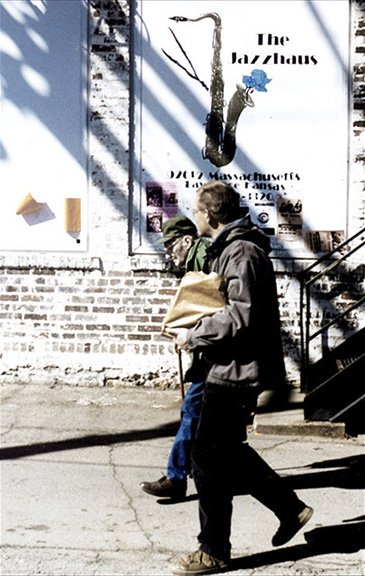
Берроуз и Грауэрхольц в г. Лоуренс, 1996 год

Опубликовав произведение «Моё образование: книга снов» (1995, рус. перевод 2002) — своеобразную коллекцию записанных в различные периоды жизни сновидений, — писатель вернулся к форме автобиографии. Данная работа станет последней крупной прижизненной книгой Берроуза. Автор объяснял название, описывая приснившийся ему в 1959 году сон:
Аэропорт. Точно школьная пьеса, старательно передающая призрачную атмосферу. На сцене — один конторский стол, за ним серая женщина с холодным восковым лицом межгалактического бюрократа. Она одета в сине-голубую форму. Издалека — шум аэропорта, размытый, невнятный, затем вдруг — громкий и ясный. «Рейс шестьдесят девять откладывается…» Помехи… затихают вдали… «Рейс…» По одну сторону стола стоят трое мужчин, радостно ухмыляясь от того, что им предстоит отправиться в свои места назначения. Когда я у стола называю себя, женщина произносит: «Вы ещё не получили своего образования».
— Уильям Берроуз, «Моё образование: Книга снов» (1995)
В 1990-е Берроуз редко покидал Лоуренс, штат Канзас, где он поселился в 1981 году. После «Книги снов» писатель больше не взялся ни за одно крупное произведение, переключившись на студийные записи аудиокниг. В период с 1995 по 1996 годы он записывает две аудиокниги — «Голый завтрак» и «Джанки». Начиная с лета 1996 писатель всё больше времени проводит со своими близкими друзьями. В этом же году большим событием стала выставка в Лос-Анджелесском музее искусства, посвящённая последним тридцати пяти годам изобразительного искусства, связанного с творчеством писателя (начиная с их совместных работ с Гайсином), которую курировал также один из друзей Берроуза. Художник остался очень доволен выставкой. После неё состоялось ещё несколько публичных мероприятий, связанных с творчеством автора.
Писатель создал несколько сценариев для театральных постановок и снялся в эпизодической роли в фильме Гаса Ван Сента «Аптечный ковбой». В 1993 году рассказ «Торчковое рождество» (англ. The Junky’s Christmas из сборника «Интерзона») был экранизирован и вышел в прокат под одноимённым названием (в рус. переводе «Рождество наркомана» / «Рождество торчка»). Режиссёрами короткометражного чёрно-белого мультфильма, созданного в технике пластилиновой анимации, выступили Ник Донкин (англ. Nick Donkin) и Мелоди Мак-Даниел, а продюсером — Фрэнсис Форд Коппола. В мультфильме звучит голос Берроуза, исполняющего роль закадрового рассказчика.

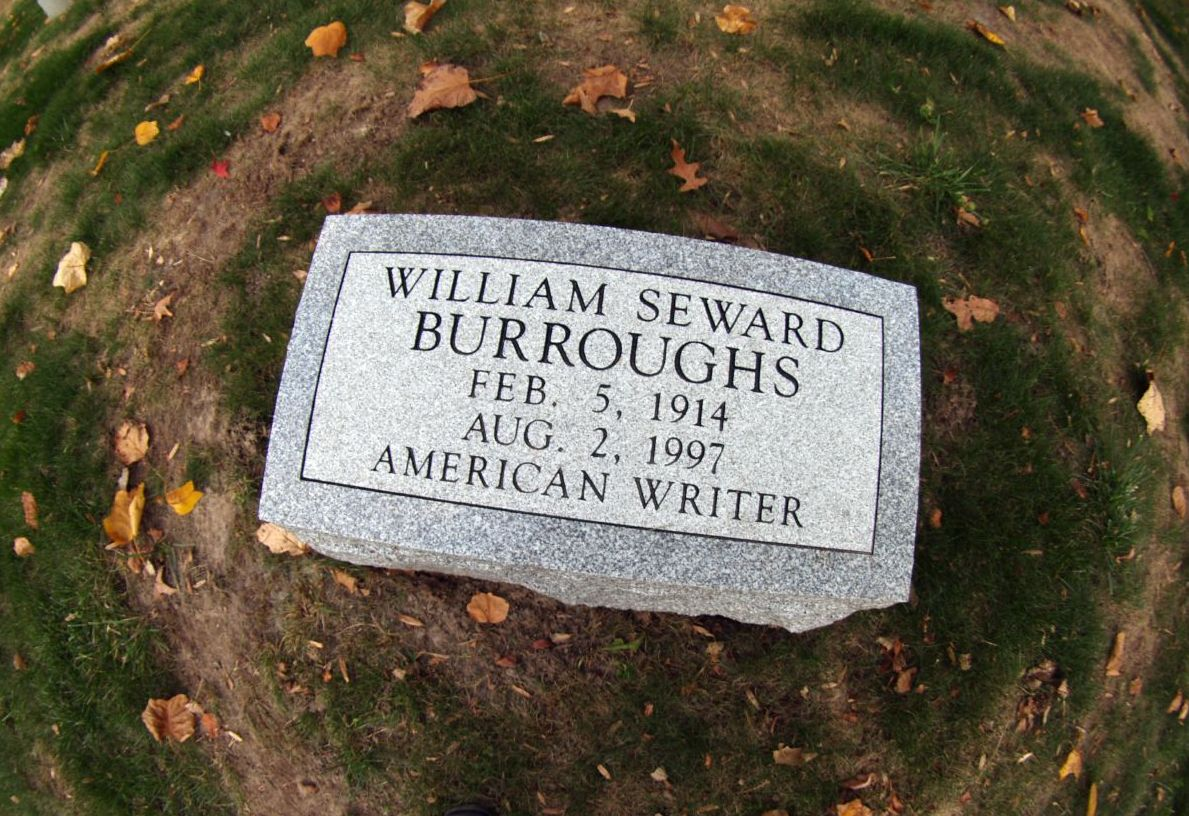
Могила Уильяма С. Берроуза

В 1997 году из-за болезни сердца писатель стал регулярно носить с собой нитроглицериновые таблетки. При этом Берроуз никогда не предпринимал попыток самоубийства. В начале апреля Гинзберг позвонил своему другу и сообщил, что у него обнаружили неоперабельный рак печени, и жить ему осталось от силы месяцев пять. На самом деле оставалось гораздо меньше — пятого апреля поэт скончался. Реакция Берроуза на смерть Аллена Гинзберга была философской. Писатель смирился с тем, что все, кого он хорошо знал и любил, умерли (жена — в 1951, Керуак — в 1969, сын — в 1981, Гайсин — в 1986, Курт — в 1994, Лири — в 1996). Из-за артрита он не мог больше печатать на машинке и в последние месяцы жизни писал от руки — это были исключительно дневниковые записи, изданные отдельной книгой уже после его смерти. В последние годы жизни Берроуза о писателе заботился его близкий друг Джеймс Грауэрхольц.
Уильям Сьюард Берроуз скончался 2 августа 1997 года в возрасте 83 лет от последствий перенесённого им днём ранее инфаркта миокарда. Писатель похоронен рядом с членами своей семьи на кладбище Bellofontaine в Сент-Луисе.

## Творчество
Критики выделяют три основные темы в творчестве Берроуза — наркотическую зависимость, контроль (в широком смысле слова) и гомосексуальность.
Испытавший огромное количество проблем с законом по причине употребления наркотиков, писатель часто обращался к данной теме во множестве своих художественных работ, но и не меньшее внимание уделено в публицистических текстах. Д. Одье приводит эссе «Антиджанк», иллюстрируя мнение автора:
Наркотическая зависимость — это болезнь, и полиции она касается не более чем туберкулёз или отравление радием. Американский департамент по борьбе с наркотиками существует только за счёт отношения к наркомании как к преступлению и настаивает на наказании зависимых, а не на лечении. <…>

Когда я в 1920-х учился в средней школе, никаких других наркотиков, кроме алкоголя, не существовало. <…> В 1920—30-х героин доставался легче. Продавали его толкачи, большую часть их клиентуры составляли кидалы, воры, сутенёры и шлюхи — дно общества. <…> Но когда Американский департамент по борьбе с наркотиками яростно принялся арестовывать в массовом порядке и осуждать на непропорционально долгие сроки всех, кто хранил наркотики <…> выросло новое поколение толкачей и потребителей, обратившее взор на молодёжь.
В данном контексте выделяется важнейшая сторона отношения Берроуза к наркозависимости — критика современных методов лечения пагубной привычки, применяемых в Соединённых Штатах Америки. Писатель находил используемые препараты опасными и настаивал на их крайне низкой эффективности. Писатель цитировал Д. Дента по книге «Пагубные пристрастия и их лечение»: «Апоморфин лишён успокаивающего, наркотического эффекта и не вызывает привыкания. Это метаболический регулятор, надобность в котором отпадает, как только выполнена его работа». Курс же лечения от наркомании в Лексингтоне, штат Кентукки, представлял собой десятидневный отказ от наркотика с замещением последнего метадоном — что, по уверению Берроуза, вело к стопроцентному рецидиву, о чём прекрасно были осведомлены и сами врачи. Писатель говорил: «Глава исследовательского отдела Лексингтонского центра — доктор Избелл. Доктор Дент, основатель Английского общества по исследованию природы зависимости, так и не сумел заинтересовать его в лечении апоморфином, посредством которого сам вот уже сорок лет успешно избавляет людей от зависимости».
Впрочем, Берроуз не ограничивался одной только критикой методов лечения, а рассматривал вопрос шире, на уровне всего государства. Все попытки Берроуза привлечь общественное внимание к действительно работающим методам лечения не привели ни к какому результату; автор видел основную причину для этого в политике США, направленной на извлечение прибылей из обилия наркозависимых («наркотрафик даёт работу тысячам агентов <…> фармацевтические компании кровно заинтересованы в существовании болезней. Препараты, способные болезни искоренить, для них „опасны“»). Берроуз был убеждён, что политика Департамента по борьбе с наркотиками направлена на распространение наркотиков, а сама зависимость есть «отличное средство государственного диктата, его не раскрыть путём легализации, потому что власти будут сдерживать её всеми силами». Писатель отстаивал позицию, согласно которой антинаркотические кампании в прессе только способствуют увеличению количества наркоманов, резко порицал репрессивные меры (тюремные заключения) по отношению к зависимым, считал необходимым развивать научные исследования ЛСД, делая уточнение: «запомните, достигаемое посредством химии обретается и без неё; наркотики не нужны для достижения высот, они нужны лишь в качестве ускорителя на определённых этапах учёбы».
Сами Соединённые Штаты Америки У. Берроуз называл не иначе как «кошмаром», считая, что ответственные за внутреннюю и внешнюю политику страны люди исключительно «глупы и злонамеренны»; писатель считал США рассадником таких зол, как «наркотики, истерия, расизм, косная религиозная мораль, протестантская капиталистическая этика и назойливая миссионерская политика», и был уверен в том, что среди современных ему политиков не существует и одного, способного признать дефектность системы. Он демонизировал администрацию Ричарда Никсона, считая, что та стремится монополизировать частную жизнь граждан страны:
Мы разрушаем понятие частной жизни, которую рьяно пытается монополизировать администрация Никсона. Не станет частной жизни — не станет стыда, и мы вернёмся в райские кущи, где Бог не пасёт нас, словно штатный сыскарь с магнитофоном. Книги и фильмы откровенного содержания — первый шаг в верном направлении. Стыд и страх — это оружие в лапах Никсона, средство политического контроля. Поэтому власти и стараются сохранить понятие частной жизни.
— Уильям Берроуз, (авторская пунктуация сохранена)
Единственной угрозой властям писатель видел молодёжь и считал, что студенческие беспорядки «нужно устраивать почаще, и чтобы насилия было побольше». Себя писатель причислял к элитистам: «Я убеждён, что управлять должны способные к управлению. <...> Политика — единственная сфера, где тупость и невежество бесстыдно выставляется как условия, необходимые для получения должности».
Идея о контроле напрямую коррелирует с темой наркомании. Так, Берроуз дал разъяснения данной связи в эссе «Письменное показание: заявление по поводу Болезни», которое он написал в качестве предисловия к «Голому завтраку» для разъяснения его сути и позиции автора в отношении наркотиков: «Роман вообще о вирусе наркозависимости. В нём раскрывается природа вируса и то, как его можно сдержать. Я вовсе не за джанк и никогда за него не был. Напротив, я призываю: люди, слезайте вы с поезда джанка, он несётся по откосу в три мили длиной прямиком в кучу дурмана». Подобно Олдосу Хаксли и Джорджу Оруэллу, писатель рассматривает механизмы контроля общества; в романе «Нова Экспресс», к примеру, банда Нова, главные преступники, используют наркотические средства для управления планетой Земля. На основании личного опыта писатель выделял три принципа «монополии джанка»: 1. Никогда ничего не давать даром; 2. Никогда не давать больше, чем следует дать (всегда держать покупателя голодным и всегда заставлять его ждать); 3. При первой же возможности забирать всё назад. Берроуз категорично утверждал: «Джанк — это идеальный продукт… абсолютный товар. В торговых переговорах нет необходимости. Клиент приползёт по сточной канаве и будет умолять купить… Торговец джанком не продаёт свой товар потребителю, он продаёт потребителя своему товару. Он унижает и упрощает клиента. Он платит своим служащим джанком».
К идее контроля у Берроуза вплотную примыкает сила, которую писатель вкладывал в слово. В самых общих чертах свои соображения на этот счёт Берроуз выразил в 1973 году, написав: «Письменное слово — это некий вирус, породивший слово устное <…> Я развиваю теорию о том, что в электронной революции вирус — это миниатюрный набор слов и образов. Такие наборы подобно инфекции могут передаваться <…>». Он говорил: «Внушения — это слова. Убеждения — слова. Приказы — слова. Ни одно известное контролирующее устройство не может работать без слов, и любое контролирующее устройство, которое попытается это сделать <…> вскоре натолкнётся на границы контроля». Освобождением от насаждаемого словами контроля Берроуз считал использование «нарезок» — при помощи данной техники он показывал, как современная поп-культура манипулирует сознанием людей. Произведения Берроуза, по утверждению автора, лишённые идеологии и нарратива, освобождают сознание читателя от рабства массовой культуры. В эссе «Электронная революция», объясняя использование магнитофонных записей в противодействии диктатуре слова, Берроуз выдвинул три аргумента в доказательство того, как нарезки могут стать оружием в руках революции: распространение слухов, дискредитация оппонентов и наступательное оружие для эскалации гражданских конфликтов. Экспериментам с аудиозаписями автор посвятил несколько публицистических статей, которые в определённой степени можно отнести к подтеме «слова» в разрезе идее о контроле; так, в работе «Невидимое поколение» Берроуз писал:
то что мы видим в значительной степени определяется тем что мы слышим это утверждение можно проверить с помощью простого эксперимента отключите дорожку вашего телевизора и замените её произвольной звуковой дорожкой предварительно записанной на ваш магнитофон уличные шумы музыка разговор записи других телепередач вы обнаружите что произвольная звуковая дорожка кажется уместной и даже определяет вашу интерпретацию кинодорожки на экране люди бегут за автобусом на пиккадили под звуковую дорожку пулемётного огня напоминает петроград 1917 года можно продлить эксперимент использовав записанные материал более или менее соответствующий кинодорожке <…>
— Уильям Берроуз, (авторская пунктуация сохранена)
Также писатель видел тесную связь между контролем и сексуальностью — разнообразные общественные табу, связанные с данным аспектом жизни человека, Берроуз воспринимал в качестве проявления контроля над общественным сознанием. В частности, отношения между полами автор рассматривал в весьма радикальном ключе, полагая, что мужчины с женщинами должны контактировать гораздо реже: «если допустить, что появятся матки в колбах, то от женщин вообще ничего не нужно будет». Берроуз полагал, что институт семьи есть одно из принципиальных препятствий на пути прогресса по причине в первую очередь того, что детей воспитывают женщины. Вторым аргументом писатель соглашался с доводами ряда психоаналитиков (Берроуз активно интересовался различными теориями развития), считавших, что неврозы родителей передаются детям. Он говорил: «Весь человеческий род изначально искалечен семьёй. Более того, нации и страны — лишь расширенная форма семьи». Берроуз полагал, что даже заменять данный социальный институт нет особой необходимости в силу его совершенной бесполезности; так, в частности, одним из решением вопроса писатель предлагал экстракорпоральное оплодотворение.
В отличие от контроля, у гомосексуальности, по мнению Берроуза, никакой связи с наркотической зависимостью нет. Отвечая на подобный вопрос Одье, писатель утверждал: «Все организмы — и человеческие, и животные — поддаются действию наркотиков, так что связи между наркотиками и гомосексуальностью или гетеросексуальностью, похоже, нет». Темы, связанные с гомосексуальностью, встречаются во множестве работ писателя, однако развёрнуто находят отражение больше в эссеистике. Так, в работе «Сексуальная обработка» Берроуз отмечал: «Предполагается, что гомосексуалиста можно обработать так, что он начнёт сексуально реагировать на женщину — или на старый ботинок, если уж на то пошло. На самом деле и гомо-, и гетеросексуального испытуемых обработали так, что они сексуально реагировали на старый ботинок; так можно сэкономить кучу денег. Кто вправе устанавливать сексуальные догматы и навязывать их другим? <…> 3 декабря 1973 года Американская психиатрическая ассоциация установила, что гомосексуальность больше не будет считаться психическим отклонением. Ну что, раз они не в состоянии справиться с таким количеством психбольных, исключить гомосексуалистов из этой категории — казалось бы, шаг в верном направлении».
С острой критикой писатель обращался к вопросу цензуры, утверждая, что её необходимо изничтожить любым доступным способом. Берроуз комментировал свои соображения, говоря, что «грязные» книги, по его сведениям, ни разу не спровоцировали никого на преступление серьёзнее, чем мастурбация. В противовес же этому автор приводил свидетельства тому, как информация, почерпнутая из сводок новостей в газетах (в частности, о покушениях и убийствах), приводила к случаям подражания «героям» выпусков и являлась первопричиной насилия. Одним из иллюстрирующих примеров Берроуз выдвигал исполнителя покушения на Р. Дучке, замыслившим совершить нападение, по убеждению писателя, прочитав статью об убийстве Мартина Лютера Кинга.
Одной из самых увлекательных идей для Берроуза была так называемая энигма 23, для которой британский учёный Ричард Докинз предложил понятие «мема» (или «мима», от англ. meme) и определил в качестве «мысли или понятия, передаваемого одним человеком другому как вирус». Вера в «энигму 23» основывается на положении, что все события и происшествия в жизни напрямую связаны с числом 23 и его всевозможными модификациями. Рассказывая о том, с чего всё началось, Берроуз упоминал, что в 1960-х в Танжере знал некого капитана Кларка, который однажды хвастливо заявил, что выходит в море без инцидентов уже на протяжении двадцати трёх лет; в этот же день корабль Кларка разбился, погубив всю команду и капитана. Тем вечером, когда Берроуз размышлял над иронией произошедшего, по радио передали сообщение о крушении самолёта во Флориде — пилота звали капитан Кларк, а рейс носил номер двадцать три.
О себе Берроуз говорил: «Я писатель, автор. А также — священник, как и все настоящие авторы», считал себя человеком верующим, глубоко набожным. При этом, однако, он питал отвращение к евангельскому протестантизму библейского пояса, называя его мёртвым, задыхающимся под спудом невежества, глупости и плохо скрываемого фанатизма и порочной ненависти. Также Берроуз не разделял идей светского гуманизма и полагал, что Бог не всемогущ, а «нуждается в помощи, прямо сейчас».

### Стилистические особенности
Стиль письма У. Берроуза с момента начала творчества («Джанки», 1953) до времени создания ключевых работ («Голый завтрак», 1959, «Трилогия Нова», первая половина 1960-х) неустанно менялся и претерпевал существенные изменения.
Так, в первом своём произведении автор демонстрирует традиционный повествовательный стиль и, отмечает Грауэрхольц, даже некую присущую ему лаконичность, однако уже через шесть лет в «Голом завтраке» Берроуз предстанет новатором, создав произведение, подавляющим большинством критиков рассматриваемое в качестве бессюжетного, по стилистике — «скомканного». Редактор писателя отмечает, что подобная стилистическая трансформация датирована промежутком между 1954 и 1957 годами, однако восстановить точную последовательность событий представляется невозможным; он поясняет: «Многие из сочинений 1950-х фрагментарны по своей природе; некоторые страницы, начинавшиеся как письма Гинзбергу, так и не были отправлены. Берроуз их перепечатал и соединил с другими материалами. Отправленные письма также содержали большие куски текста, находящиеся в состоянии проработки. Потому-то и не видно границ между „письмами“, „дневниками“ и „сочинениями“, по крайней мере в рукописях, относящихся к упомянутому периоду».
Сборник рассказов «Интерзона» в данном контексте дополняет общую картину, весьма разнородным по содержанию и методам повествования материалом демонстрируя ранний этап развития нелинейно-нарративного стиля, который будет присущ всем последующим работам Берроуза. Следующим важнейшим поворотным пунктом в развитии Берроуза-писателя стал, разумеется, «метод нарезок», за год до написания «Голого завтрака» с головой захвативший писателя. Гайсин комментирует здесь: «Уильям экспериментировал со своим чрезвычайно изменчивым материалом, своими собственными неповторимыми текстами, которых он подверг жестоким и беспощадным „разрезкам“, он всегда был самым упорным. Ничто никогда не обескураживало его...» «Нарезки», впрочем, не всегда оставались неизменными в письме Берроуза. Данная техника проявляет себя совершенно по-разному, скажем, в ранних экспериментах в «Трилогии Нова» и поздней трилогии.

### Влияние на популярную культуру

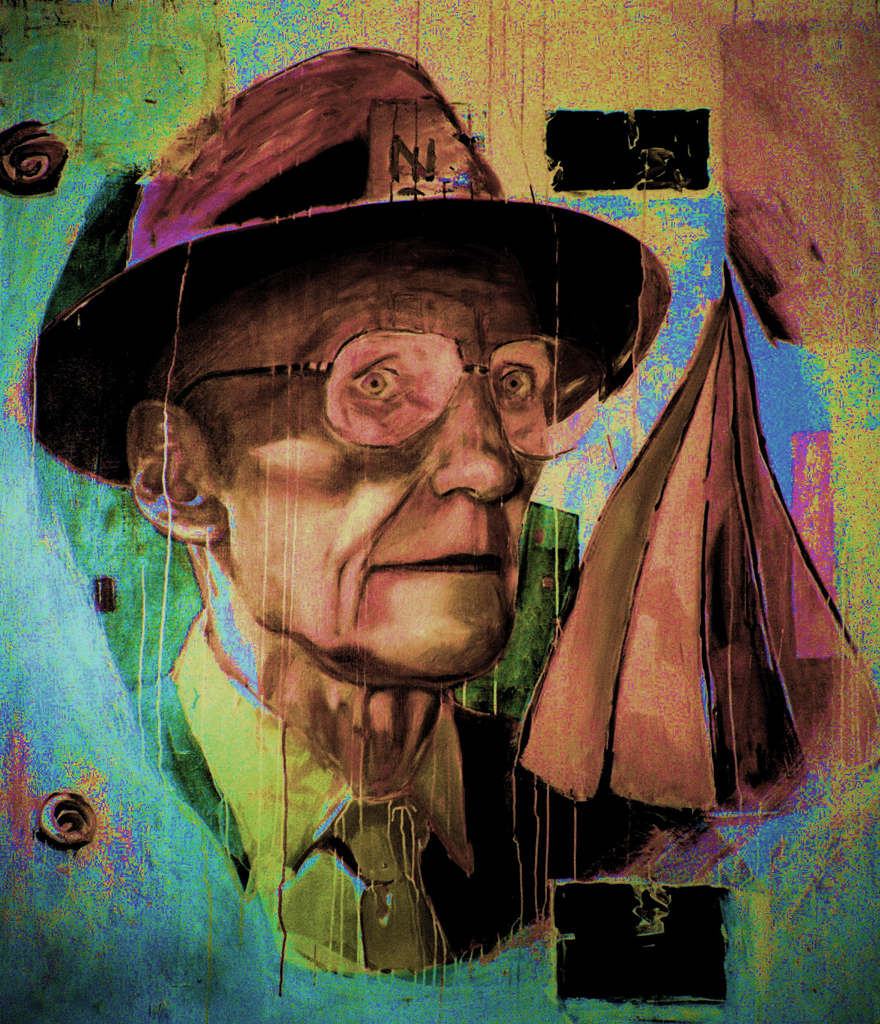
У. Берроуз. Автор Кристиан Тоннис (1999)

Множество произведений Берроуза оказали определённое влияние на его современников и поздних почитателей творчества. Значительное количество романов писателя разошлось на цитаты. Особое место во влиянии Берроуза на современную культуру отводится «Голому завтраку» как наиболее скандальному и известному произведению.
Так, дань уважения произведению отдавал Гинзберг, упоминая «Голый завтрак» в предисловии к своей поэме «Вопль», одному из ключевых битнических произведений. Также он посвятил ему стихотворение, вошедшее в книгу «Бутерброды реальности». По названию ключевой локации, в которой разворачивается действие произведения, постпанк-группа Joy Division в 1979 году записала песню «Interzone» для своего дебютного альбома Unknown Pleasures; это же название было перенято британским журналом о научной фантастике. Некоторые особо примечательно описанные мелкие детали сюжета также привлекли внимание — к примеру, американская джаз-фьюжн группа Steely Dan была названа в честь дилдо, появившегося на страницах «Голого завтрака».
Отдельное внимание поклонников творчества Берроуза привлёк один из ключевых героев романа, антагонист по имени доктор Бенвей, красочно изображённый писателем в качестве садиста и преступника. Так, построк-группа Tortoise выпустила композицию «Benway» на своём альбоме 2001 года «Standards». Sonic Youth записали нойз-композицию «Dr. Benway’s House», которая вошла на LP Берроуза Dead City Radio. Помимо Бенвея, впрочем, и другие герои книги впоследствии стали названиями — существует инди-рок-группа Clem Snide.
Само название произведения стало расхожим термином. Так, существует группа Naked Lunch, а музыкальный коллектив Snowbread выпустил одноимённую песню на своём альбоме «Age of Reptiles» (2006). В фильмах и книгах упоминание произведения «Голый завтрак» также встречается достаточно часто. В романе Стивена Чбоски «The Perks of Being a Wallflower» главный герой, Чарли, читает «Голый завтрак» по совету своего учителя Билла. В произведении Стивена Фрая «Лжец» у главного героя был найден экземпляр «Голого завтрака».
Примечательно влияние и другой работы Берроуза — «Трилогии Нова». В число особых заслуг последней входят, в частности, сильный толчок к развитию жанра киберпанк и громадное влияние на творчество одного из самых его примечательных авторов — Уильяма Гибсона. «Нарезки» Берроуза-Гайсина (нашедшие основной выход в трилогии) в значительной мере повлияли, как ни удивительно, на музыку. Ими активно пользовались участники английской музыкальной индастриал-группы Throbbing Gristle; метод сильно повлиял на творчество американского композиторa Эрла Брауна, австралийского музыканта Янa Хартли (англ. Ian Hartley) и экспериментального музыканта Дженезиса Пи-Орриджа. По данной технике писал тексты для альбома Radiohead Kid A Том Йорк — он складывал написанные на бумаге отдельные строки в шляпу, доставая их в случайном порядке и составляя таким образом текст. Техника «нарезок» оказала существенное влияние на творчество таких музыкантов, как Дэвид Боуи и Пол Маккартни. Вышеупомянутая техника также повлияла на появление важного для электроники, техно и индастриала понятия семплирования.
Ряд музыкальных коллективов заимствовал свои названия из работ Берроуза, к примеру — английская психоделическая рок-группа Soft Machine (названа в честь одноимённого романа), нидерландский акустический дуэт The Ticket That Exploded (назван в честь одноимённого романа) и американский трип-хоп исполнитель DJ Spooky, выступающий под псевдонимом «That Subliminal Kid» — в честь одного из членов Банды, «Подсознательного Малыша». В композиции «Lust for Life» американский рок-исполнитель Игги Поп использовал строчку из романа «Билет, который лопнул» — «That’s like hypnotizing chickens». Широко используемый сейчас термин «хеви-метал», к слову, был впервые использован Берроузом в романе «Нова Экспресс».
Роман «Дикие мальчики» вдохновил группу Duran Duran на написание одноимённой песни. Одежда, причёска и макияж популярного образа Дэвида Боуи «Зигги Стардаст» были точно воссозданы по описанию, приведённому в «Диких мальчиках». Из комбинации названия вышеупомянутой книги и «Мягкой машины» появилось название группы «The Soft Boys».
Патти Смит называла Берроуза, оказавшего на неё большое влияние и бывшего её близким другом, «отцом хеви-метала». Идеи Берроуза об «обществе контроля» оказали гигантское влияние на философа Жиля Делёза, впоследствии развивавшего данную теорию. По собственному признанию художника Майка Келли, он также испытывал сильное влияние работ Берроуза. Последнего также рассматривают в качестве ключевого вдохновителя творчества современной поэтессы и новеллиста Кэти Акер, известного британского писателя Джеймса Балларда и кинорежиссёра Дэвида Кроненберга.